# Luciano Spalletti
Luciano Spalletti (Certaldo, 7 marzo 1959) è un allenatore di calcio ed ex calciatore italiano.
Terminata la carriera da calciatore nel 1993, ha intrapreso il percorso di allenatore. Dal 1995 al 1998 è stato tecnico dell'Empoli, guidando la squadra fino alla promozione in Serie A e vincendo una Coppa Italia Serie C (1995-1996). Dal 1998 al 2002 ha allenato, a fasi alterne, Sampdoria, Venezia, Udinese e Ancona. Dal 2002 al 2005 è tornato all'Udinese, portando la squadra ad uno storico quarto posto nella stagione 2004-2005. Nel 2005 è stato ingaggiato dalla Roma, dove in quattro anni ha conquistato due Coppe Italia (2006-2007, 2007-2008) e una Supercoppa italiana (2007). Dal 2009 al 2014 ha guidato lo Zenit San Pietroburgo, vincendo due campionati russi (2010, 2011-2012), una Coppa di Russia (2009-2010) e una Supercoppa russa (2011). È tornato sulla panchina della Roma tra il 2016 e il 2017, per poi allenare l'Inter nel biennio 2017-2019. Dal 2021 al 2023 è stato l'allenatore del Napoli, con cui ha vinto un campionato italiano (2022-2023). Dal 2023 al 2025 è stato commissario tecnico della nazionale italiana, che ha guidato nella fase finale del campionato d'Europa 2024.
A livello individuale, ha conseguito due volte la Panchina d'oro (2004-2005, 2022-2023), tre volte il premio come miglior allenatore AIC (2006, 2007, 2023), una volta il Premio Nazionale Enzo Bearzot (2023) ed una volta il premio come miglior allenatore della Serie A (2022-2023).
Nel 2024 viene inserito nella Hall of Fame del calcio italiano.

## Biografia
È sposato con Tamara, nata a Carpi e conosciuta a La Spezia, da cui ha avuto tre figli. Aveva un fratello di nome Marcello, di sette anni più grande, deceduto il 28 maggio 2019 a causa di un tumore.
Dal 2023 è cittadino onorario di Napoli.

## Carriera

### Giocatore
Cresciuto fra le giovanili della Fiorentina e del Cuoiopelli, debutta tra i dilettanti tra le file del Castelfiorentino. L'anno successivo si trasferisce all'Entella Bacezza, sotto la guida di Gian Piero Ventura, dove raggiunge il 5º posto nel campionato di Serie C2.
Nel 1986 va a giocare nello Spezia, neopromosso in C1: nella stagione 1986-1987 contribuisce al raggiungimento della salvezza, mentre in quelle 1987-1988 e 1988-1989 arrivano rispettivamente un 7º ed un 3º posto.
Dopo una parentesi al Viareggio, si trasferisce all'Empoli, dove chiude la carriera a 34 anni, disputando il suo ultimo campionato nella stagione 1992-1993.

### Allenatore

#### Empoli e Sampdoria
Nell'annata 1993-1994, inizia la carriera come allenatore delle giovanili dell'Empoli. A 6 giornate dalla fine del Campionato di Serie C1, subentra ad Adriano Lombardi come tecnico della prima squadra, che annaspa in zona retrocessione. Gli azzurri terminano al penultimo posto, salvandosi ai play-out dove superano l'Alessandria. Nella stagione successiva Spalletti ricomincia dalla squadra giovanile empolese, tornando poi tecnico della prima squadra nella Serie C1 1995-1996. La stagione, ricca di successi, vede l'Empoli vincere la Coppa Italia di Serie C e ottenere la promozione in Serie B grazie alla vittoria in finale play-off contro il Como.

Da destra: Spalletti, tecnico dell'Empoli, saluta il collega Malesani della Fiorentina nel derby toscano del 28 settembre 1997.

Nella stagione 1996-97 gli azzurri di Spalletti, neopromossi in cadetteria, conquistano l'immediato salto in Serie A, a un decennio dalla precedente esperienza empolese in massima categoria. Confermato sulla panchina dei toscani, al suo debutto in Serie A nel campionato 1997-98, il tecnico guida la squadra alla salvezza, ottenuta con una giornata di anticipo.
Dopo aver condotto i toscani alla permanenza in massima serie, viene chiamato alla guida della Sampdoria. Esonerato a dicembre, viene richiamato neanche due mesi più tardi in seguito alle dimissioni di David Platt. Nelle restanti 15 giornate di campionato ottiene 21 punti, non riuscendo però ad evitare la retrocessione per il club ligure.

#### Venezia, Udinese e Ancona
Nella stagione seguente passa al Venezia, ottenendo soltanto una vittoria nei primi due mesi di Serie A. La negativa partenza ne causa il sollevamento dall'incarico, ma anche questa volta temporaneo. L'esonero definitivo giunge però nel febbraio 2000.
Dopo una stagione d'inattività, nel marzo 2001 viene chiamato sulla panchina dell'Udinese per rimpiazzare Luigi De Canio: con 9 punti ottenuti in 11 giornate, i friulani si classificano dodicesimi. Sostituito da Roy Hodgson per l'anno successivo, nel dicembre 2001 viene ingaggiato dall'Ancona: con l'obiettivo di condurre i dorici alla salvezza nel torneo cadetto, raggiunse addirittura l'ottavo posto.
Nell'estate 2002 fa ritorno all'Udinese, centrando la sesta posizione in campionato e l'ingresso in Coppa UEFA. Replica la qualificazione europea anche nel 2003-04, posizionandosi settimo. Il miglior risultato conseguito sulla panchina friulana, tuttavia, è stata la quarta piazza nel campionato 2004-05, circostanza che frutta all'Udinese la prima storica partecipazione alla Champions League.

#### Roma

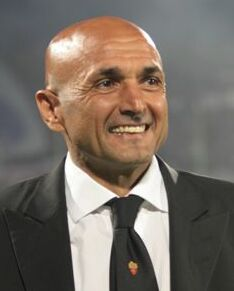
Spalletti alla Roma nella seconda metà degli anni 2000

A conclusione del triennio con i friulani, diviene l'allenatore della Roma. Durante la prima stagione riporta 11 vittorie consecutive in campionato, con la squadra che giunge in quinta posizione, venendo successivamente promossa al secondo posto per le sentenze relative a Calciopoli; in Coppa Italia i giallorossi raggiungono la finale, arrendendosi però all'Inter. Ammessa a disputare la Supercoppa italiana per la vittoria a tavolino del campionato da parte dei nerazzurri, la squadra capitolina viene battuta per 4-3 nei supplementari dopo un temporaneo vantaggio di 3 gol.
Nella stagione 2006-07 conduce i capitolini alla prima qualificazione della loro storia per la knock-out phase di Champions League, eliminando poi l'Olympique Lione negli ottavi di finale con un pari casalingo e una vittoria esterna. La Roma viene estromessa dal Manchester United nel match di ritorno, subendo una sconfitta per 7-1 che vanifica il successo di misura colto all'andata. In campionato la formazione raggiunge il secondo posto, con 22 punti di ritardo dall'Inter: gli uomini di Spalletti risultano comunque l'unica avversaria in grado di affermarsi sui nerazzurri, battuti 3-1 a San Siro. La rivalsa nei confronti dei milanesi si consuma poi in Coppa Italia, dove il tecnico consegue il primo trofeo della propria carriera: un trionfo per 6-2 nella gara d'andata ipoteca di fatto il successo finale, con la Beneamata impostasi solamente per 2-1 nel ritorno.
L'allenatore toscano rimpingua ulteriormente il palmarès all'inizio della stagione successiva, vincendo contro gli stessi lombardi la Supercoppa italiana. I capitolini superano la fase a gironi di Champions League piazzandosi alle spalle del Manchester United, sconfiggendo quindi il Real Madrid negli ottavi con una duplice affermazione per 2-1: l'eliminazione giunge ancora nei quarti di finale, sempre per mano dello United. Sul fronte del campionato, dopo un iniziale primato, i giallorossi vengono sorpassati dall'Inter, concludendo il campionato al secondo posto. Distanziata di 3 punti in classifica, la compagine capitolina si aggiudica nuovamente la Coppa Italia ai danni degli stessi nerazzurri.
Ben più deludente è invece la stagione 2008-09, inaugurata peraltro dalla sconfitta ai rigori contro i meneghini in Supercoppa: tagliato fuori dalla corsa-scudetto già in autunno per una crisi di risultati, l'undici capitolino riesce a risollevarsi da una stentata partenza in Champions League approdando agli ottavi. Eliminati in tale turno dall'Arsenal, i giallorossi terminano il campionato in sesta posizione accedendo ai preliminari di Europa League.
Dopo aver condotto la squadra alla qualificazione per la fase a gruppi della suddetta competizione, il primo settembre 2009 il tecnico rassegna le dimissioni a causa di attriti con la società e delle sconfitte rimediate nei primi turni di campionato. Al suo posto viene scelto Claudio Ranieri.

#### Zenit San Pietroburgo

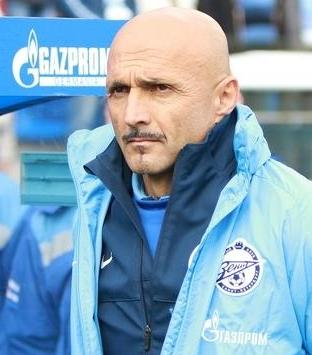
Spalletti allo Zenit nel 2012

L'11 dicembre 2009 è ufficializzato il suo ingaggio da parte della squadra russa dello Zenit San Pietroburgo. Il 16 maggio 2010 vince con la squadra la Coppa di Russia mentre, il 14 novembre, conquista il campionato russo con due giornate d'anticipo. Il 6 marzo 2011 vince anche la Supercoppa di Russia, completando i trofei nazionali.
In seguito ai risultati ottenuti, nel febbraio 2012 rinnova l'accordo con lo Zenit fino al 2015, andando contestualmente ad assumere un vero e proprio ruolo da manager all'interno del club. Il 28 aprile vince il suo secondo campionato con tre giornate d'anticipo. In Coppa di Russia esce, invece, ai quarti di finale contro la Dinamo Mosca.
Nell'annata 2012-2013 si piazza secondo in campionato, a 2 punti dal CSKA Mosca; allo Zenit mancheranno però i punti della partita persa a tavolino contro la Dinamo Mosca, a causa degli incidenti provocati dai propri tifosi.
Il 10 marzo 2014, dopo un avvio di stagione deludente, viene esonerato.

#### Ritorno alla Roma
Il 14 gennaio 2016 la Roma annuncia il ritorno di Spalletti sulla panchina giallorossa, in sostituzione dell'esonerato Rudi Garcia. Nel girone di ritorno il tecnico toscano guida i giallorossi al conseguimento di 46 punti (frutto di 14 vittorie, 4 pareggi e una sconfitta); al termine della stagione sarà la migliore media punti/partita tra tutti gli allenatori di Serie A: 2,42 contro i 2,39 di Massimiliano Allegri. La squadra capitolina giunge al terzo posto finale in campionato, accedendo così ai play-off di Champions League, grazie agli 80 punti finali totalizzati; proprio in Champions League la Roma viene eliminata agli ottavi di finale dai futuri campioni d'Europa del Real Madrid.
La stagione successiva comincia per la Roma di Spalletti con la mancata qualificazione alla fase a gironi di Champions League, eliminata dal Porto nei play-off in virtù dell'1-1 dell'andata e della sconfitta per 0-3 al ritorno. In Europa League esce agli ottavi di finale per mano dell'Olympique Lione, mentre in Coppa Italia è eliminata dalla Lazio in semifinale. In campionato ottiene il secondo posto dopo un duello spettacolare con il Napoli e conquista i record di punti (87) e di reti segnate in una singola stagione (90), superando grandi tecnici del passato della squadra giallorossa come Nils Liedholm e Fabio Capello. Il 30 maggio 2017 lascia la squadra capitolina in favore di Eusebio Di Francesco.

#### Inter

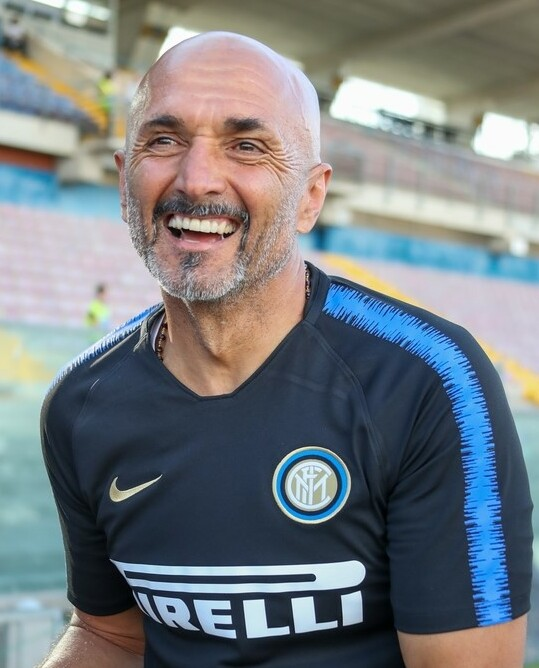
Spalletti all'Inter nel 2018

Il 9 giugno 2017 viene annunciato ufficialmente come nuovo allenatore dell'Inter con un accordo biennale. In campionato la squadra nerazzurra fa registrare un'ottima partenza, tant'è che a inizio dicembre si ritrova da sola in testa alla classifica e ancora imbattuta. Tuttavia, in coincidenza con l'arrivo della stagione invernale, il rendimento della formazione subisce un brusco calo che la fa scivolare rispetto alle posizioni di vertice. Il quarto posto, ultimo piazzamento utile e obiettivo minimo stagionale, viene conquistato all'ultima giornata, battendo la Lazio in trasferta e scavalcandola in virtù del miglior rendimento negli scontri diretti: per i nerazzurri si tratta del ritorno nella massima competizione continentale dopo 7 anni. In Coppa Italia, invece, il cammino si arresta ai quarti di finale nel derby contro il Milan. Il 14 agosto 2018 estende il contratto con la squadra milanese fino al 2021.
Nella stagione 2018-2019 la squadra si rende protagonista di una falsa partenza, prima di inanellare un filotto di vittorie consecutive che la riporta nelle zone nobili della classifica; al termine del girone d'andata, l'Inter è terza. Tuttavia, i nerazzurri accusano nuovamente una flessione nei mesi invernali, restando comunque pienamente in corsa per la qualificazione alla massima competizione continentale. Anche stavolta, è necessario arrivare all'ultima giornata per la matematica: la vittoria casalinga con l'Empoli permette all'Inter di confermare il quarto posto dell'annata precedente e tornare in Champions League. La stagione europea vede la squadra eliminata nella fase a gironi di Champions League e, una volta retrocessa in Europa League, uscire da questa competizione per mano dell'Eintracht Francoforte agli ottavi di finale. In Coppa Italia il cammino si interrompe contro la Lazio ai quarti di finale. Al termine del campionato, nonostante il raggiungimento dell'obiettivo minimo di stagione, non viene riconfermato dalla società meneghina.

#### Napoli
Dopo un biennio sabbatico, il 29 maggio 2021 viene nominato nuovo tecnico del Napoli con cui firma un contratto biennale. Debutta sulla panchina partenopea il 22 agosto, vincendo per 2-0 la prima giornata di Serie A contro il Venezia. Il 16 settembre debutta nelle coppe europee, pareggiando 2-2 la sfida esterna contro il Leicester City in Europa League. Il 23 settembre, battendo la Sampdoria per 4-0 in trasferta, diventa il primo allenatore a vincere le prime cinque partite di campionato al suo esordio sulla panchina dei partenopei, primato che apparteneva precedentemente a Rafael Benítez, che nella stagione 2013-2014 si era fermato a quattro. Il 17 ottobre invece, sconfiggendo in casa il Torino per 1-0, eguaglia la miglior partenza nella storia degli azzurri (otto vittorie consecutive), avvenuta nella stagione 2017-2018, quando all'epoca in panchina c'era Maurizio Sarri. Conclude il campionato al terzo posto, riportando così i partenopei in Champions League dopo due anni. In Coppa Italia il cammino si interrompe agli ottavi di finale contro la Fiorentina, mentre in Europa League gli azzurri escono per mano del Barcellona nel primo turno ad eliminazione diretta.
La stagione 2022-2023 inizia subito con una vittoria, nella prima giornata di Serie A, grazie al risultato di 2-5 maturato sul campo del Verona. Il 7 settembre 2022 debutta in Champions League con i partenopei, vincendo la prima partita del girone A giocata contro il Liverpool (4-1). Il 12 ottobre seguente gli azzurri accedono agli ottavi di finale della competizione con due giornate di anticipo, grazie alla vittoria per 4-2 contro l'Ajax. Undici giorni dopo, in occasione della vittoria di misura in casa della Roma (0-1), Spalletti eguaglia il maggior numero di partite vinte consecutivamente tra campionato e coppe (11), primato stabilito dall'ex allenatore Ottavio Bianchi nella stagione 1986-1987, annata in cui il Napoli vinse il primo scudetto. Tale record viene poi superato il 26 ottobre, in virtù del risultato di 3-0 inflitto ai Rangers nella partita di ritorno del girone di Champions League. La striscia di risultati utili (17) si interrompe il 1º novembre, in occasione di Liverpool-Napoli, partita terminata con il risultato di 2-0 in favore degli inglesi. Il 12 novembre invece, grazie alla vittoria casalinga per 3-2 ai danni dell'Udinese, raggiunge quota undici vittorie di fila in Serie A, superando il primato definito nella stagione 2017-2018 dall'ex tecnico Maurizio Sarri (10). La prima sconfitta in campionato arriva il 4 gennaio 2023 contro l'Inter, che si aggiudica l'incontro per 1-0. Il 13 gennaio vince per 5-1 contro la Juventus; l'ultima volta che i partenopei avevano segnato cinque reti ai torinesi è stato nel 1990, durante la partita valida per la Supercoppa italiana, vinta con il medesimo risultato. Cinque giorni dopo, la squadra di Spalletti viene eliminata dalla Coppa Italia per mano della Cremonese. Il 21 gennaio, grazie alla vittoria esterna nel derby contro la Salernitana (0-2), diventa l'allenatore con più partite vinte nella storia della Serie A (276) nell'era dei tre punti a vittoria. Il 17 febbraio seguente, in occasione della vittoria esterna per 0-2 in casa del Sassuolo, raggiunge quota 1000 panchine in carriera. Il 15 marzo, grazie alla vittoria casalinga per 3-0 ai danni dell'Eintracht Francoforte (5-0 tra andata e ritorno), accede con il Napoli ai quarti di finale di Champions League, traguardo mai raggiunto in precedenza dai partenopei. Il cammino europeo si interrompe proprio ai quarti, con il Milan che supera gli azzurri per 2-1 tra andata e ritorno. Il 4 maggio, grazie al pareggio esterno contro l'Udinese (1-1), conquista il suo primo campionato italiano con cinque giornate di anticipo, diventando anche l'allenatore più anziano a vincere il titolo, a 64 anni e 58 giorni; per i partenopei si tratta del terzo scudetto della loro storia, a 33 anni di distanza dal precedente. A livello individuale, Spalletti vince il premio come miglior allenatore della Serie A nel 2022-2023. A fine stagione il tecnico comunica la volontà di non proseguire l'esperienza con gli azzurri.

#### Nazionale italiana

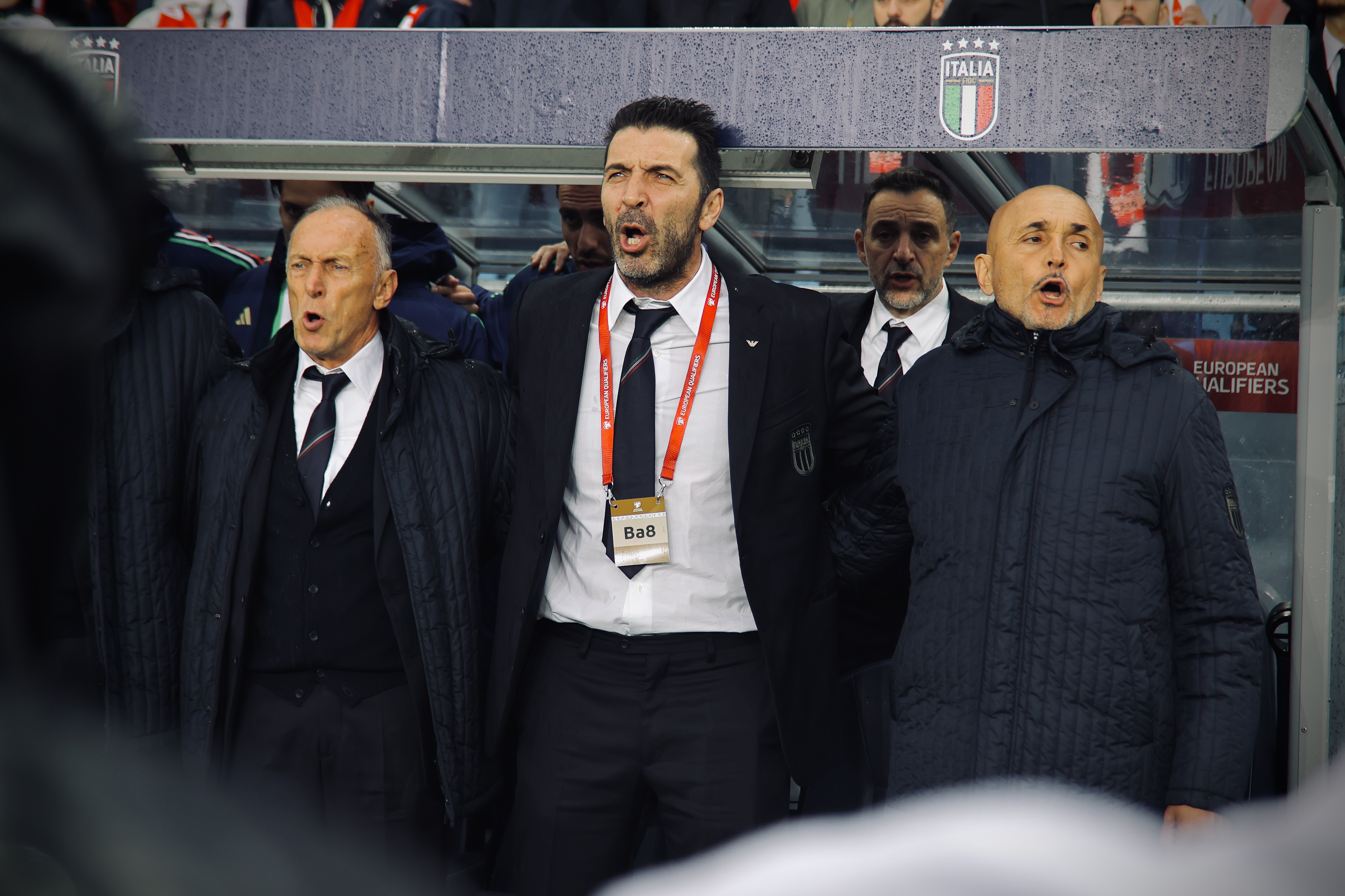
Spalletti (a destra) commissario tecnico della nazionale nel 2025, insieme al capo delegazione Gianluigi Buffon.

Il 18 agosto 2023 viene ufficializzato come nuovo commissario tecnico della nazionale italiana a partire dal 1º settembre successivo, in sostituzione del dimissionario Roberto Mancini. Esordisce in panchina il 9 settembre, nella partita pareggiata 1-1 contro la Macedonia del Nord, valida per la qualificazioni al campionato d'Europa 2024. Il 12 settembre arriva, invece, la prima vittoria da allenatore degli Azzurri, a San Siro contro l'Ucraina (2-1). Il 20 novembre seguente, grazie al pareggio esterno nella gara di ritorno contro l'Ucraina (0-0), ottiene la qualificazione al campionato d'Europa 2024.
Il campionato europeo, tuttavia, si rivela deludente: dopo aver superato a fatica la fase a gironi, vincendo 2-1 contro l'Albania, perdendo 0-1 contro la Spagna e pareggiando 1-1 in extremis contro la Croazia, gli azzurri vengono eliminati già agli ottavi di finale dalla Svizzera, vincente 2-0.
Nell’edizione 2024-2025 della UEFA Nations League l'Italia conclude il girone al secondo posto, dietro la Francia, venendo poi eliminata dalla competizione ai quarti di finale contro la Germania. Nelle successive qualificazioni mondiali gli azzurri vengono inseriti nel gruppo I, con Norvegia, Israele, Estonia e Moldavia. L'Italia perde la prima partita delle qualificazioni per 3-0 contro la Norvegia a Oslo. Due giorni dopo la sconfitta, l'8 giugno 2025, lo stesso Spalletti annuncia in conferenza stampa il proprio esonero al termine della successiva gara contro la Moldavia, poi vinta per 2-0. Il tecnico toscano conclude la sua esperienza alla guida della nazionale dopo 24 partite, con un bilancio di 12 vittorie, 6 pareggi e 6 sconfitte.

## Statistiche

### Presenze e reti nei club
| Stagione                | Squadra                 | Campionato              | Campionato | Campionato | Coppe nazionali | Coppe nazionali | Coppe nazionali | Coppe continentali | Coppe continentali | Coppe continentali | Altre coppe | Altre coppe | Altre coppe | Totale | Totale |
| Stagione                | Squadra                 | Comp                    | Pres       | Reti       | Comp            | Pres            | Reti            | Comp               | Pres               | Reti               | Comp        | Pres        | Reti        | Pres   | Reti   |
| ----------------------- | ----------------------- | ----------------------- | ---------- | ---------- | --------------- | --------------- | --------------- | ------------------ | ------------------ | ------------------ | ----------- | ----------- | ----------- | ------ | ------ |
| 1982-1983               | Castelfiorentino        | D                       | ?          | ?          | -               | -               | -               | -                  | -                  | -                  | -           | -           | -           | ?      | ?      |
| 1983-1984               | Castelfiorentino        | D                       | ?          | ?          | -               | -               | -               | -                  | -                  | -                  | -           | -           | -           | ?      | ?      |
| 1984-1985               | Castelfiorentino        | D                       | ?          | ?          | -               | -               | -               | -                  | -                  | -                  | -           | -           | -           | ?      | ?      |
| Totale Castelfiorentino | Totale Castelfiorentino | Totale Castelfiorentino | ?          | ?          |                 | -               | -               |                    | -                  | -                  |             | -           | -           | ?      | ?      |
| 1985-1986               | Entella Bacezza         | C2                      | 27         | 2          | CI-C            | ?               | ?               | -                  | -                  | -                  | -           | -           | -           | 27+    | 2+     |
| 1986-1987               | Spezia                  | C1                      | 31         | 2          | CI-C            | 8               | 2               | -                  | -                  | -                  | -           | -           | -           | 39     | 4      |
| 1987-1988               | Spezia                  | C1                      | 32         | 1          | CI-C            | 7               | 1               | -                  | -                  | -                  | -           | -           | -           | 39     | 2      |
| 1988-1989               | Spezia                  | C1                      | 33         | 3          | CI+CI-C         | 5+2             | 0               | -                  | -                  | -                  | -           | -           | -           | 40     | 3      |
| 1989-1990               | Spezia                  | C1                      | 24         | 1          | CI+CI-C         | 1+3             | 0+1             | -                  | -                  | -                  | -           | -           | -           | 28     | 2      |
| Totale Spezia           | Totale Spezia           | Totale Spezia           | 120        | 7          |                 | 26              | 4               |                    | -                  | -                  |             | -           | -           | 146    | 11     |
| 1990-1991               | Viareggio               | C2                      | 29         | 1          | CI-C            | ?               | ?               | -                  | -                  | -                  | -           | -           | -           | 29+    | 1+     |
| 1991-1992               | Empoli                  | C1                      | 31         | 1          | CI+CI-C         | 2+3             | 0               | -                  | -                  | -                  | -           | -           | -           | 36     | 1      |
| 1992-1993               | Empoli                  | C1                      | 22         | 2          | CI+CI-C         | 1+1             | 0               | -                  | -                  | -                  | -           | -           | -           | 24     | 2      |
| Totale Empoli           | Totale Empoli           | Totale Empoli           | 53         | 3          |                 | 7               | 0               |                    | -                  | -                  |             | -           | -           | 60     | 3      |
| Totale carriera         | Totale carriera         | Totale carriera         | 229+       | 13+        |                 | 33+             | 4+              |                    | -                  | -                  |             | -           | -           | 262+   | 17+    |

### Statistiche da allenatore

#### Club
| Stagione                     | Squadra                      | Campionato                   | Campionato | Campionato | Campionato | Campionato | Coppe nazionali | Coppe nazionali | Coppe nazionali | Coppe nazionali | Coppe nazionali | Coppe continentali | Coppe continentali | Coppe continentali | Coppe continentali | Coppe continentali | Altre coppe | Altre coppe | Altre coppe | Altre coppe | Altre coppe | Totale | Totale | Totale | Totale | % Vittorie | Piazzamento              |
| Stagione                     | Squadra                      | Comp                         | G          | V          | N          | P          | Comp            | G               | V               | N               | P               | Comp               | G                  | V                  | N                  | P                  | Comp        | G           | V           | N           | P           | G      | V      | N      | P      | %          | Piazzamento              |
| ---------------------------- | ---------------------------- | ---------------------------- | ---------- | ---------- | ---------- | ---------- | --------------- | --------------- | --------------- | --------------- | --------------- | ------------------ | ------------------ | ------------------ | ------------------ | ------------------ | ----------- | ----------- | ----------- | ----------- | ----------- | ------ | ------ | ------ | ------ | ---------- | ------------------------ |
| apr.-giu. 1994               | Empoli                       | C1                           | 6+2        | 1+1        | 2+1        | 3          | CI+CI-C         | -               | -               | -               | -               | -                  | -                  | -                  | -                  | -                  | -           | -           | -           | -           | -           | 8      | 2      | 3      | 3      | 25,00      | Sub., 17º                |
| 1995-1996                    | Empoli                       | C1                           | 34+3       | 17+3       | 11         | 6          | CI-C            | 14              | 9               | 4               | 1               | -                  | -                  | -                  | -                  | -                  | -           | -           | -           | -           | -           | 51     | 29     | 15     | 7      | 56,86      | 3º (prom.)               |
| 1996-1997                    | Empoli                       | B                            | 38         | 17         | 13         | 8          | CI              | 3               | 1               | 1               | 1               | -                  | -                  | -                  | -                  | -                  | -           | -           | -           | -           | -           | 41     | 18     | 14     | 9      | 43,90      | 2º (prom.)               |
| 1997-1998                    | Empoli                       | A                            | 34         | 10         | 7          | 17         | CI              | 2               | 0               | 1               | 1               | -                  | -                  | -                  | -                  | -                  | -           | -           | -           | -           | -           | 36     | 10     | 8      | 18     | 27,78      | 12º                      |
| Totale Empoli                | Totale Empoli                | Totale Empoli                | 117        | 49         | 34         | 34         |                 | 19              | 10              | 6               | 3               |                    | -                  | -                  | -                  | -                  |             | -           | -           | -           | -           | 136    | 59     | 40     | 37     | 43,38      |                          |
| 1998-1999                    | Sampdoria                    | A                            | 28         | 9          | 7          | 12         | CI              | 4               | 1               | 1               | 2               | Int.               | 6                  | 4                  | 0                  | 2                  | -           | -           | -           | -           | -           | 38     | 14     | 8      | 16     | 36,84      | Eson., Sub., 16º (Retr.) |
| 1999-2000                    | Venezia                      | A                            | 17         | 4          | 3          | 10         | CI              | 6               | 2               | 3               | 1               | -                  | -                  | -                  | -                  | -                  | -           | -           | -           | -           | -           | 23     | 6      | 6      | 11     | 26,09      | Eson., Sub., Eson.       |
| mar.-giu. 2001               | Udinese                      | A                            | 11         | 2          | 4          | 5          | CI              | -               | -               | -               | -               | Int.+CU            | -                  | -                  | -                  | -                  | -           | -           | -           | -           | -           | 11     | 2      | 4      | 5      | 18,18      | Sub., 12º                |
| gen.-giu. 2002               | Ancona                       | B                            | 20         | 8          | 5          | 7          | CI              | -               | -               | -               | -               | -                  | -                  | -                  | -                  | -                  | -           | -           | -           | -           | -           | 20     | 8      | 5      | 7      | 40,00      | Sub., 8º                 |
| 2002-2003                    | Udinese                      | A                            | 34         | 16         | 8          | 10         | CI              | 2               | 1               | 0               | 1               | -                  | -                  | -                  | -                  | -                  | -           | -           | -           | -           | -           | 36     | 17     | 8      | 11     | 47,22      | 6º                       |
| 2003-2004                    | Udinese                      | A                            | 34         | 13         | 11         | 10         | CI              | 4               | 2               | 1               | 1               | CU                 | 2                  | 1                  | 0                  | 1                  | -           | -           | -           | -           | -           | 40     | 16     | 12     | 12     | 40,00      | 7º                       |
| 2004-2005                    | Udinese                      | A                            | 38         | 17         | 11         | 10         | CI              | 6               | 2               | 1               | 3               | CU                 | 2                  | 1                  | 0                  | 1                  | -           | -           | -           | -           | -           | 46     | 20     | 12     | 14     | 43,48      | 4º                       |
| Totale Udinese               | Totale Udinese               | Totale Udinese               | 117        | 48         | 34         | 35         |                 | 12              | 5               | 2               | 5               |                    | 4                  | 2                  | 0                  | 2                  |             | -           | -           | -           | -           | 133    | 55     | 36     | 42     | 41,35      |                          |
| 2005-2006                    | Roma                         | A                            | 38         | 19         | 12         | 7          | CI              | 8               | 4               | 1               | 3               | CU                 | 10                 | 6                  | 2                  | 2                  | -           | -           | -           | -           | -           | 56     | 29     | 15     | 12     | 51,79      | 2º                       |
| 2006-2007                    | Roma                         | A                            | 38         | 22         | 9          | 7          | CI              | 8               | 5               | 2               | 1               | UCL                | 10                 | 5                  | 2                  | 3                  | SI          | 1           | 0           | 0           | 1           | 57     | 32     | 13     | 12     | 56,14      | 2º                       |
| 2007-2008                    | Roma                         | A                            | 38         | 24         | 10         | 4          | CI              | 7               | 4               | 2               | 1               | UCL                | 10                 | 5                  | 2                  | 3                  | SI          | 1           | 1           | 0           | 0           | 56     | 34     | 14     | 8      | 60,71      | 2º                       |
| 2008-2009                    | Roma                         | A                            | 38         | 18         | 9          | 11         | CI              | 2               | 1               | 0               | 1               | UCL                | 8                  | 4                  | 1                  | 3                  | SI          | 1           | 0           | 1           | 0           | 49     | 23     | 11     | 15     | 46,94      | 6º                       |
| lug.-ago. 2009               | Roma                         | A                            | 2          | 0          | 0          | 2          | CI              | -               | -               | -               | -               | UEL                | 4                  | 3                  | 1                  | 0                  | -           | -           | -           | -           | -           | 6      | 3      | 1      | 2      | 50,00      | Dimiss.                  |
| 2010                         | Zenit San Pietroburgo        | PL                           | 30         | 20         | 8          | 2          | KR              | 3               | 2               | 1               | 0               | -                  | -                  | -                  | -                  | -                  | -           | -           | -           | -           | -           | 33     | 22     | 9      | 2      | 66,67      | 1º                       |
| 2011                         | Zenit San Pietroburgo        | PL                           | 30         | 17         | 10         | 3          | KR              | 4               | 3               | 0               | 1               | UCL+UEL            | 4+10               | 2+8                | 1+0                | 1+2                | SR          | 1           | 1           | 0           | 0           | 49     | 31     | 11     | 7      | 63,27      | 1º                       |
| 2011-2012                    | Zenit San Pietroburgo        | PL                           | 14         | 7          | 6          | 1          | KR              | 3               | 2               | 0               | 1               | UCL                | 8                  | 3                  | 3                  | 2                  | -           | -           | -           | -           | -           | 25     | 12     | 9      | 4      | 48,00      | 1º                       |
| 2012-2013                    | Zenit San Pietroburgo        | PL                           | 30         | 18         | 8          | 4          | KR              | 4               | 2               | 1               | 1               | UCL+UEL            | 6+4                | 2+2                | 1+0                | 3+2                | SR          | 1           | 0           | 0           | 1           | 45     | 24     | 10     | 11     | 53,33      | 2º                       |
| 2013-mar. 2014               | Zenit San Pietroburgo        | PL                           | 20         | 12         | 5          | 3          | KR              | 1               | 0               | 0               | 1               | UCL                | 11                 | 5                  | 3                  | 3                  | SR          | 1           | 0           | 0           | 1           | 33     | 17     | 8      | 8      | 51,52      | Eson.                    |
| Totale Zenit San Pietroburgo | Totale Zenit San Pietroburgo | Totale Zenit San Pietroburgo | 124        | 74         | 37         | 13         |                 | 15              | 9               | 2               | 4               |                    | 43                 | 22                 | 8                  | 13                 |             | 3           | 1           | 0           | 2           | 185    | 106    | 47     | 32     | 57,30      |                          |
| gen.-mag. 2016               | Roma                         | A                            | 19         | 14         | 4          | 1          | CI              | 0               | 0               | 0               | 0               | UCL                | 2                  | 0                  | 0                  | 2                  | -           | -           | -           | -           | -           | 21     | 14     | 4      | 3      | 66,67      | Sub., 3º                 |
| 2016-2017                    | Roma                         | A                            | 38         | 28         | 3          | 7          | CI              | 4               | 3               | 0               | 1               | UCL+UEL            | 2+10               | 0+5                | 1+3                | 1+2                | -           | -           | -           | -           | -           | 54     | 36     | 7      | 11     | 66,67      | 2º                       |
| Totale Roma                  | Totale Roma                  | Totale Roma                  | 211        | 125        | 47         | 39         |                 | 29              | 17              | 5               | 7               |                    | 56                 | 28                 | 12                 | 16                 |             | 3           | 1           | 1           | 1           | 299    | 171    | 65     | 63     | 57,19      |                          |
| 2017-2018                    | Inter                        | A                            | 38         | 20         | 12         | 6          | CI              | 2               | 0               | 1               | 1               | -                  | -                  | -                  | -                  | -                  | -           | -           | -           | -           | -           | 40     | 20     | 13     | 7      | 50,00      | 4º                       |
| 2018-2019                    | Inter                        | A                            | 38         | 20         | 9          | 9          | CI              | 2               | 1               | 1               | 0               | UCL+UEL            | 6+4                | 2+2                | 2+1                | 2+1                | -           | -           | -           | -           | -           | 50     | 25     | 13     | 12     | 50,00      | 4º                       |
| Totale Inter                 | Totale Inter                 | Totale Inter                 | 76         | 40         | 21         | 15         |                 | 4               | 1               | 2               | 1               |                    | 10                 | 4                  | 3                  | 3                  |             | -           | -           | -           | -           | 90     | 45     | 26     | 19     | 50,00      |                          |
| 2021-2022                    | Napoli                       | A                            | 38         | 24         | 7          | 7          | CI              | 1               | 0               | 0               | 1               | UEL                | 8                  | 3                  | 2                  | 3                  | -           | -           | -           | -           | -           | 47     | 27     | 9      | 11     | 57,45      | 3º                       |
| 2022-2023                    | Napoli                       | A                            | 38         | 28         | 6          | 4          | CI              | 1               | 0               | 1               | 0               | UCL                | 10                 | 7                  | 1                  | 2                  | -           | -           | -           | -           | -           | 49     | 35     | 8      | 6      | 71,43      | 1º                       |
| Totale Napoli                | Totale Napoli                | Totale Napoli                | 76         | 52         | 13         | 11         |                 | 2               | 0               | 1               | 1               |                    | 18                 | 10                 | 3                  | 5                  |             | -           | -           | -           | -           | 96     | 62     | 17     | 17     | 64,58      |                          |
| Totale carriera              | Totale carriera              | Totale carriera              | 785        | 408        | 201        | 176        |                 | 91              | 45              | 22              | 24              |                    | 137                | 70                 | 26                 | 41                 |             | 6           | 2           | 1           | 3           | 1 018  | 524    | 250    | 244    | 51,47      |                          |

##### Record
- Allenatore più anziano ad aver vinto un campionato di Serie A (64 anni e 58 giorni).[143]

#### Nazionale
Statistiche aggiornate al 9 giugno 2025. In grassetto le competizioni vinte.
| Squadra | Naz               | dal               | al            | Record | Record | Record | Record | Record | Record | Record | Record     |
| Squadra | Naz               | dal               | al            | G      | V      | N      | P      | GF     | GS     | DR     | % Vittorie |
| ------- | ----------------- | ----------------- | ------------- | ------ | ------ | ------ | ------ | ------ | ------ | ------ | ---------- |
| Italia  | Italia (bandiera) | 1º settembre 2023 | 9 giugno 2025 | 24     | 12     | 6      | 6      | 40     | 29     | +11    | 50,00      |

#### Nazionale nel dettaglio
| 2023             | Italia        | Qual. Euro 2024               | Sub., 2º nel Gruppo C, qualificato | 6  | 3  | 2 | 1 | 50,00 | 13 | 7  | +6  |
| giu.-lug. 2024   | Italia        | Euro 2024                     | Ottavi di finale                   | 4  | 1  | 1 | 2 | 25,00 | 3  | 5  | -2  |
| 2024             | Italia        | UEFA Nations League 2024-2025 | Quarti di finale                   | 6  | 4  | 1 | 1 | 66,67 | 13 | 8  | +5  |
| mar. 2025        | Italia        | UEFA Nations League 2024-2025 | Quarti di finale                   | 2  | 0  | 1 | 1 | &0,00 | 4  | 5  | -1  |
| giu.-nov. 2025   | Italia        | Qual. Mondiale 2026           | Esonerato durante la fase          | 2  | 1  | 0 | 1 | 50,00 | 2  | 3  | -1  |
| Dal 2023 al 2025 | Italia        | Amichevoli                    |                                    | 4  | 3  | 1 | 0 | 75,00 | 5  | 1  | +4  |
| Totale Italia    | Totale Italia | Totale Italia                 | Totale Italia                      | 24 | 12 | 6 | 6 | 50,00 | 40 | 29 | +11 |

#### Panchine da commissario tecnico della nazionale italiana
| Cronologia completa delle presenze e delle reti in nazionale ― Italia | Cronologia completa delle presenze e delle reti in nazionale ― Italia | Cronologia completa delle presenze e delle reti in nazionale ― Italia | Cronologia completa delle presenze e delle reti in nazionale ― Italia | Cronologia completa delle presenze e delle reti in nazionale ― Italia | Cronologia completa delle presenze e delle reti in nazionale ― Italia | Cronologia completa delle presenze e delle reti in nazionale ― Italia  | Cronologia completa delle presenze e delle reti in nazionale ― Italia |
| Data                                                                  | Città                                                                 | In casa                                                               | Risultato                                                             | Ospiti                                                                | Competizione                                                          | Reti                                                                   | Note                                                                  |
| --------------------------------------------------------------------- | --------------------------------------------------------------------- | --------------------------------------------------------------------- | --------------------------------------------------------------------- | --------------------------------------------------------------------- | --------------------------------------------------------------------- | ---------------------------------------------------------------------- | --------------------------------------------------------------------- |
| 9-9-2023                                                              | Skopje                                                                | Macedonia del Nord                                                    | 1 – 1                                                                 | Italia                                                                | Qual. Euro 2024                                                       | Ciro Immobile                                                          | Cap: C. Immobile                                                      |
| 12-9-2023                                                             | Milano                                                                | Italia                                                                | 2 – 1                                                                 | Ucraina                                                               | Qual. Euro 2024                                                       | 2 Davide Frattesi                                                      | Cap: G. Donnarumma                                                    |
| 14-10-2023                                                            | Bari                                                                  | Italia                                                                | 4 – 0                                                                 | Malta                                                                 | Qual. Euro 2024                                                       | Giacomo Bonaventura 2 Domenico Berardi Davide Frattesi                 | Cap: G. Donnarumma                                                    |
| 17-10-2023                                                            | Londra                                                                | Inghilterra                                                           | 3 – 1                                                                 | Italia                                                                | Qual. Euro 2024                                                       | Gianluca Scamacca                                                      | Cap: G. Donnarumma                                                    |
| 17-11-2023                                                            | Roma                                                                  | Italia                                                                | 5 – 2                                                                 | Macedonia del Nord                                                    | Qual. Euro 2024                                                       | Matteo Darmian 2 Federico Chiesa Giacomo Raspadori Stephan El Shaarawy | Cap: G. Donnarumma                                                    |
| 20-11-2023                                                            | Leverkusen                                                            | Ucraina                                                               | 0 – 0                                                                 | Italia                                                                | Qual. Euro 2024                                                       | -                                                                      | Cap: G. Donnarumma                                                    |
| 21-3-2024                                                             | Fort Lauderdale                                                       | Venezuela                                                             | 1 – 2                                                                 | Italia                                                                | Amichevole                                                            | 2 Mateo Retegui                                                        | Cap: G. Donnarumma                                                    |
| 24-3-2024                                                             | Harrison                                                              | Ecuador                                                               | 0 – 2                                                                 | Italia                                                                | Amichevole                                                            | Lorenzo Pellegrini Nicolò Barella                                      | Cap: N. Barella                                                       |
| 4-6-2024                                                              | Bologna                                                               | Italia                                                                | 0 – 0                                                                 | Turchia                                                               | Amichevole                                                            | -                                                                      | Cap: Jorginho                                                         |
| 9-6-2024                                                              | Empoli                                                                | Italia                                                                | 1 – 0                                                                 | Bosnia ed Erzegovina                                                  | Amichevole                                                            | Davide Frattesi                                                        | Cap: G. Donnarumma                                                    |
| 15-6-2024                                                             | Dortmund                                                              | Italia                                                                | 2 – 1                                                                 | Albania                                                               | Euro 2024 - 1º turno                                                  | Alessandro Bastoni Nicolò Barella                                      | Cap: G. Donnarumma                                                    |
| 20-6-2024                                                             | Gelsenkirchen                                                         | Spagna                                                                | 1 – 0                                                                 | Italia                                                                | Euro 2024 - 1º turno                                                  | -                                                                      | Cap: G. Donnarumma                                                    |
| 24-6-2024                                                             | Lipsia                                                                | Croazia                                                               | 1 – 1                                                                 | Italia                                                                | Euro 2024 - 1º turno                                                  | Mattia Zaccagni                                                        | Cap: G. Donnarumma                                                    |
| 29-6-2024                                                             | Berlino                                                               | Svizzera                                                              | 2 – 0                                                                 | Italia                                                                | Euro 2024 - Ottavi di finale                                          | -                                                                      | Cap: G. Donnarumma                                                    |
| 6-9-2024                                                              | Parigi                                                                | Francia                                                               | 1 – 3                                                                 | Italia                                                                | UEFA Nations League 2024-2025 - 1º turno                              | Federico Dimarco Davide Frattesi Giacomo Raspadori                     | Cap: G. Donnarumma                                                    |
| 9-9-2024                                                              | Budapest                                                              | Israele                                                               | 1 – 2                                                                 | Italia                                                                | UEFA Nations League 2024-2025 - 1º turno                              | Davide Frattesi Moise Kean                                             | Cap: G. Donnarumma                                                    |
| 10-10-2024                                                            | Roma                                                                  | Italia                                                                | 2 – 2                                                                 | Belgio                                                                | UEFA Nations League 2024-2025 - 1º turno                              | Andrea Cambiaso Mateo Retegui                                          | Cap: G. Donnarumma                                                    |
| 14-10-2024                                                            | Udine                                                                 | Italia                                                                | 4 – 1                                                                 | Israele                                                               | UEFA Nations League 2024-2025 - 1º turno                              | Mateo Retegui (rig.) 2 Giovanni Di Lorenzo Davide Frattesi             | Cap: G. Di Lorenzo                                                    |
| 14-11-2024                                                            | Bruxelles                                                             | Belgio                                                                | 0 – 1                                                                 | Italia                                                                | UEFA Nations League 2024-2025 - 1º turno                              | Sandro Tonali                                                          | Cap: G. Donnarumma                                                    |
| 17-11-2024                                                            | Milano                                                                | Italia                                                                | 1 – 3                                                                 | Francia                                                               | UEFA Nations League 2024-2025 - 1º turno                              | Andrea Cambiaso                                                        | Cap: N. Barella                                                       |
| 20-3-2025                                                             | Milano                                                                | Italia                                                                | 1 – 2                                                                 | Germania                                                              | UEFA Nations League 2024-2025 - Quarti di finale                      | Sandro Tonali                                                          | Cap: G. Donnarumma                                                    |
| 23-3-2025                                                             | Dortmund                                                              | Germania                                                              | 3 – 3                                                                 | Italia                                                                | UEFA Nations League 2024-2025 - Quarti di finale                      | 2 Moise Kean Giacomo Raspadori (rig.)                                  | Cap: G. Donnarumma                                                    |
| 6-6-2025                                                              | Oslo                                                                  | Norvegia                                                              | 3 – 0                                                                 | Italia                                                                | Qual. Mondiali 2026                                                   | -                                                                      | Cap: G. Donnarumma                                                    |
| 9-6-2025                                                              | Reggio Emilia                                                         | Italia                                                                | 2 – 0                                                                 | Moldavia                                                              | Qual. Mondiali 2026                                                   | Giacomo Raspadori Andrea Cambiaso                                      | Cap: G. Donnarumma                                                    |
| Totale                                                                |                                                                       | Presenze                                                              | 24                                                                    |                                                                       | Reti                                                                  | 40                                                                     |                                                                       |

## Palmarès

### Allenatore

#### Club
- Coppa Italia Serie C: 1

Empoli: 1995-1996
- Coppa Italia: 2

Roma: 2006-2007, 2007-2008
- Supercoppa italiana: 1

Roma: 2007
- Coppa di Russia: 1

Zenit: 2009-2010
- Campionato russo: 2

Zenit: 2010, 2011-2012
- Supercoppa di Russia: 1

Zenit: 2011
- Campionato italiano: 1

Napoli: 2022-2023

#### Individuale
- Panchina d'oro: 2

2004-2005, 2022-2023
- L'allenatore dei sogni: 1

2005
- Oscar del calcio AIC/Gran Galà del calcio AIC: 3

Migliore allenatore: 2006, 2007, 2023
- Premio Nazionale Enzo Bearzot: 1

2023
- Premi Lega Serie A: 1

Miglior allenatore: 2022-2023
- Premio Bulgarelli Number 8: 1

Miglior allenatore: 2022-2023
- Premio Sportilia: 1

2023
- Gazzetta Sports Awards: 1

Allenatore dell'anno: 2023
- Globe Soccer Awards: 1

Premio alla carriera per allenatori: 2024
- Inserito nella Hall of Fame del calcio italiano nella categoria Allenatore

2024